# Balabbat
Balabbat (amharisch ባላባት) ist der Titel für Grundbesitzer in Äthiopien, die als erste in Gebieten siedelten und bedeutet eigentlich der einen Vater hat. Im alten Äthiopien ist dieser Titel am ehesten dem niedrigen und mittleren Landadel in Europa gleichzusetzen.

Ab dem 16. Jahrhundert wurden in der Provinz Shewa die lokalen Herrscher einzelner Gebiete als Balabbat bezeichnet (ähnlich den Rittern und Grafen im europäischen Mittelalter).